# Bhutan National League 2017
Die Bhutan National League 2017 war die sechste Spielzeit der höchsten bhutanischen Fußballliga seit ihrer Gründung 2012. Die Saison begann am 15. Juli 2017 und endete am 30. September 2017. Titelverteidiger war der Thimphu City FC.

## Modus
Die Vereine spielten ein Doppelrundenturnier aus, womit sich insgesamt 10 Spiele pro Mannschaft ergaben. Es wurde nach der 3-Punkte-Regel gespielt (drei Punkte pro Sieg, ein Punkt pro Unentschieden). Die Tabelle wurde nach den folgenden Kriterien bestimmt:
1. Anzahl der erzielten Punkte
2. Tordifferenz aus allen Spielen
3. Anzahl Tore in allen Spielen

Am Ende der Saison qualifizierte sich die punktbeste Mannschaft für die erste Qualifikationsrunde des AFC Cup 2018.

## Teilnehmer
Die Bhutan National League setzt sich grundsätzlich aus drei Vereinen der Hauptstadt Thimphu und drei Vereinen außerhalb der Hauptstadt zusammen. Die Teams aus Thimphu mussten sich durch die Thimphu League 2017 qualifizieren. Ugyen Academy und der Thimphu City FC nahmen bisher an allen Spielzeiten teil, während Paro United und der Thimphu FC seit 2015 in der Liga vertreten sind. Der Phuentsholing City FC spielte zuletzt 2013 in der National League, während Transport United erstmals teilnahm.
| Verein                | Beheimatet in, Distrikt | Stadion                   |
| --------------------- | ----------------------- | ------------------------- |
| Paro United           | Paro, Paro              | Paro College of Education |
| Phuentsholing City FC | Phuentsholing, Chukha   | Phuentsholing Stadium     |
| Thimphu City FC       | Thimphu, Thimphu        | Changlimithang Stadium    |
| Thimphu FC            | Thimphu, Thimphu        | Changlimithang Stadium    |
| Transport United      | Thimphu, Thimphu        | Changlimithang Stadium    |
| Ugyen Academy         | Punakha, Punakha        | Lekeythang-Fußballplatz   |

## Abschlusstabelle
| Pl. | Verein                | Sp. | S | U | N  | Tore    | Diff. | Punkte |
| --- | --------------------- | --- | - | - | -- | ------- | ----- | ------ |
| 1.  | Transport United      | 10  | 9 | 1 | 0  | 037:110 | +26   | 28     |
| 2.  | Thimphu City FC (M)   | 10  | 7 | 2 | 1  | 048:120 | +36   | 23     |
| 3.  | Ugyen Academy         | 10  | 5 | 1 | 4  | 032:100 | +22   | 16     |
| 4.  | Thimphu FC            | 10  | 4 | 1 | 5  | 025:180 | +7    | 13     |
| 5.  | Paro United           | 10  | 2 | 1 | 7  | 029:360 | −7    | 07     |
| 6.  | Phuentsholing City FC | 10  | 0 | 0 | 10 | 007:910 | −84   | 0      |

| Zum Saisonende 2017:                                                                  |
| Bhutanischer Meister und Teilnahme an der ersten Qualifikationsrunde zum AFC Cup 2018 |

| Zum Saisonende 2016: |                                      |
| (M)                  | Amtierender Meister: Thimphu City FC |

## Kreuztabelle
Die Kreuztabelle stellt die Ergebnisse aller Spiele der regulären Season dar. Die Heimmannschaft ist in der linken Spalte, die Gastmannschaft in der oberen Zeile aufgelistet.
| Saison 2017           | PAU  | PHC  | THC | TFC | TRU  | UGA |
| Paro United           |      | 13:2 | 1:2 | 0:0 | 1:3  | 0:2 |
| Phuentsholing City FC | 2:7  |      | 0:8 | 1:9 | 0:13 | 0:6 |
| Thimphu City FC       | 13:0 | 13:0 |     | 2:1 | 0:0  | 1:1 |
| Thimphu FC            | 4:3  | 8:1  | 1:3 |     | 1:3  | 1:0 |
| Transport United      | 4:3  | 3:1  | 6:3 | 1:0 |      | 2:1 |
| Ugyen Academy         | 4:1  | 11:0 | 2:3 | 4:0 | 1:2  |     |